# Тимяна
Тимяна̀ (на гръцки: Θυμιανά) е село в на остров Хиос. Според преброяването от 2001 година има 1491 души.

## Личности
Родени в Тимяна
- Йоаким Струмбис (1880 – 1950), гръцки духовник